# Boring Machines
Boring Machines è un'etichetta italiana le cui produzioni vanno da gruppi Folk, all'Ambient, dall'Indie, al Noise.

## Storia
L'etichetta che nasce nel 2006 ad opera di Andrea Ongarato (Onga treviso 1972), covava come progetto già da diversi anni, in forma di DJ set sotto il nome di Martini Bros. La Boring Machine che fin dalla sua nascita reca il sottotitolo in difesa della musica noiosa, si propone di promuovere artisti che lavorano su tematiche legate a malinconia e disagio, prediligendo ritmiche lente e rivisitazioni alterate della forma canzone.
Dal 2006 Boring Machines assieme a Tagomago, Bar La Muerte, Disorder Drama, Fooltribe e Fratto9 Under the Sky prendono parte attiva al Tagofest, festival delle etichette indipendenti che si svolge a Marina di Massa a cui partecipano un centinaio di etichette italiane e non.
L'etichetta è diventata uno tra i punti di riferimento per gli artisti della psichedelia occulta, nata al'inizio degli anni 2000.

## Alcuni artisti[4]
- Above the tree
- Bachi da pietra
- Fausto Balbo
- Be Invisible Now!
- Francesco Fuzz Brasini
- Dream Weapon Ritual
- DuChamp
- Eternal Zio
- Faravelliratti
- Father Murphy
- Fuzz Orchestra
- Hermetic Brotherhood of Lux-or
- Heroin in Tahiti
- How Much Wood Would a Woodchuck Chuck if a Woodchuck Could Chuck Wood?
- Jealousy Party
- Luminance Ratio
- Luciano Maggiore
- Mai Mai Mai
- Mamuthones
- Andrea Marutti
- Musica da cucina
- My Dear Killer
- Fabio Orsi
- Philippe Petit
- La piramide di sangue
- Punck
- Nicola Quiriconi
- Claudio Rocchetti
- Satan Is My Brother
- Simon Balestrazzi
- Squadra Omega
- Whispers for wolves